# سید باقر سادات اخوی
سیدباقر سادات اخوی از خوانین و ملاکین ایرانی بود، که در دوره نخست بعنوان نماینده تهران در مجلس شورای ملی حضور داشت.